# Copa Catalunya de futbol masculina 1997-1998
La Copa Catalunya de futbol masculina 1997-1998 fou la IXa edició de la Copa Catalunya. El campió fou el CE Europa, que s'imposà al FC Barcelona a la final, a la tanda de penals, després d'haver empatat el partit a un gol.

## Semifinals
| 12 març 1998 | CE Europa              | 2 - 0 | RCD Espanyol de Barcelona | Barcelona                                        |  |
|              | Pacha 40' · Amorós 46' | [ 1 ] |                           | Nou Sardenya · 500 espectadors · Llonch Andreu · |  |

| 24 març 1998 | UE Lleida    | 1 - 2 | FC Barcelona  | Lleida                                                  |  |
|              | Vilanova 86' | [ 2 ] | Jofre 14' 55' | Camp d'Esports · 10.000 espectadors · Vilaseca Arroyo · |  |

## Final
| FC Barcelona                                            | 1 - 1 | CE Europa                                          |
| ------------------------------------------------------- | ----- | -------------------------------------------------- |
| Òscar 31'                                               | [ 3 ] | Fernando 36'                                       |
| Tanda de penals                                         |       |                                                    |
| Anderson · De la Peña · Sergi · Reigizer · Mario · Xavi | 3 - 4 | Fernando · Vázquez · Isi · Benja · Lluís · Endrino |

| Barcelona | Europa |

|                | 1  | Ruud Hesp          |          |     |
|                | 2  | Fernando Couto     |          |     |
|                | 3  | Winston Bogarde    |          |     |
|                | 4  | Michael Reiziger   |          |     |
|                | 5  | Guillermo Amor     |          | 46' |
|                | 6  | Roger Garcia       | 44', 44' |     |
|                | 7  | Òscar Garcia       |          | 66' |
|                | 8  | Giovanni Silva     | 27', 71' |     |
|                | 9  | Mario Rosas        |          |     |
|                | 10 | Juan Antonio Pizzi |          | 66' |
|                | 11 | Jofre Mateu        |          | 75' |
| Suplents:      |    |                    |          |     |
|                |    | Sergi Barjuan      |          | 46' |
|                |    | Anderson da Silva  |          | 66' |
|                |    | Iván de la Peña    |          | 75' |
|                |    | Xavi Hernández     |          | 66' |
| Entrenador:    |    |                    |          |     |
| Louis van Gaal |    |                    |          |     |

| GK                | 1  | Serafín         |          |     |
|                   | 2  | Torras          |          |     |
|                   | 3  | Miquel Carvajal |          | 49' |
|                   | 4  | Badia           | 63', 90' |     |
|                   | 5  | Miquel Colomé   |          | 79' |
|                   | 6  | Arturo Pérez    |          | 59' |
|                   | 7  | Fernando Núñez  | 64'      |     |
|                   | 8  | José Pachá      | 27'      | 75' |
|                   | 9  | Isi Vila        | 54'      |     |
|                   | 10 | Lluís           | 76'      |     |
|                   | 11 | Raúl Verdú      |          | 62' |
| Suplents:         |    |                 |          |     |
|                   |    | José Endrino    |          | 79' |
|                   |    | Vázquez         |          | 49' |
|                   |    | Benja           |          | 59' |
|                   |    | Manolo          |          | 62' |
|                   |    | Arrofé          |          | 75' |
| Entrenador:       |    |                 |          |     |
| Bartolomé Márquez |    |                 |          |     |